# Tyskerbarn
Als Tyskerbarna („Deutschenkinder“) oder Krigsbarna („Kriegskinder“), auch Tyskerunger, werden in Norwegen die während der deutschen Besetzung des Landes im Zweiten Weltkrieg zwischen 1940 und 1945 von Deutschen und Österreichern mit Norwegerinnen gezeugten Besatzungskinder bezeichnet. Ihre Mütter bezeichnete man in Norwegen mit dem Schimpfwort Tyskertøs („Deutschenflittchen“).
Nach Schätzungen wurden bis zu 12.000 Kinder gezeugt, wovon ca. 8.000 später im Rahmen des Lebensborn-Programmes betreut wurden. Die Nationalsozialisten hatten eigens acht Lebensborn-Heime in Norwegen einrichten lassen (ein neuntes ging nicht mehr in Betrieb), so viele wie in keinem anderen Land außerhalb des sogenannten deutschen Altreiches, weil ihnen Norwegerinnen für die „Aufnordung“ des „germanischen Blutes“ entsprechend ihrer Rassenideologie am geeignetsten erschienen und für die Kinder aus Fraternisierungen Betreuungseinrichtungen gebraucht wurden. Eines der bekanntesten Deutschenkinder ist die in Norwegen geborene und in Schweden aufgewachsene Sängerin der Popgruppe ABBA Anni-Frid Lyngstad.

## Nachkriegszeit
1945 erwog eine „Kriegskinderkommission“, alle „Kriegskinder“ nach Australien zu verfrachten. Eine Ärztekommission kam zu dem Ergebnis, dass diese Personengruppe „minderwertige Gene“ habe, von denen eine permanente Gefahr für die norwegische Gesellschaft ausgehen könnte.
Nach dem Krieg wurden vor allem in Norwegen eine große Anzahl dieser Kinder misshandelt, sexuell missbraucht, psychiatrisiert und zwangsadoptiert, was nicht wenige in den Suizid getrieben hat. In Norwegen attestierte ein Oberarzt allen „Deutschkindern“ aus den Lebensbornheimen nach Ende der Okkupation kollektiv die Diagnose „schwachsinnig und abweichlerisches Verhalten“. Die Begründung: Frauen, die mit Deutschen fraternisiert hätten, seien im Allgemeinen „schwach begabte und asoziale Psychopathen, zum Teil hochgradig schwachsinnig“. Es sei davon auszugehen, dass ihre Kinder dies geerbt hätten. „Vater ist Deutscher“ genügte zur Einweisung. Teilweise waren sie auch medizinischen Versuchen mit LSD und anderen Rauschgiften ausgesetzt. Ihre Ausweispapiere wurden vernichtet, gefälscht oder bis 1986 als „Geheimmaterial“ zurückgehalten.
1959 zahlte die Bundesrepublik Deutschland im Rahmen der Wiedergutmachungspolitik für diese Kinder 50 Millionen Mark an Norwegen. Bei den Betroffenen kam nichts davon an; der Verbleib der Gelder ist bis heute ungeklärt.

## Aufarbeitung und Kampf um Entschädigung
Nach jahrzehntelanger weitgehender Tabuisierung des Themas in der norwegischen Öffentlichkeit wurden seit Mitte der 1980er Jahre immer mehr Bücher und Berichte über die Behandlung der Kriegskinder veröffentlicht. Bahnbrechend war hier der Roman Det stumme rommet („Der stumme Raum“) der norwegischen Schriftstellerin Herbjørg Wassmo, der erstmals 1983 erschien und das Schicksal eines „tyskerbarn“ behandelt.
Im Jahr 1998 lehnte eine Mehrheit des norwegischen Parlaments die Einsetzung einer Untersuchungskommission als „unnötig“ ab. Zwar wurden im Jahr 1996 Opfer von Lobotomieversuchen entschädigt und im Jahr 1999 von Norwegen enteignetes jüdisches Eigentum ersetzt, doch eine Entschädigung der „Deutschenkinder“ wurde abgelehnt.
Der Staatsminister Kjell Magne Bondevik bat 1998 für die Diskriminierung der „tyskerbarn“ und ihrer Mütter in Norwegen um Entschuldigung. Am 1. Januar 2000 entschuldigte sich Bondevik in seiner Ansprache zum Jahrtausendwechsel „im Namen des norwegischen Staates“ bei den Betroffenen für die Diskriminierungen.
Sieben „Kriegskinder“ verklagten 2001 die norwegische Regierung. Sie unterlagen aber, da die Verjährungsfrist in den 1980er Jahren abgelaufen sei. Das Parlament wies die Regierung jedoch 2002 an, sich mit den Betroffenen zu einigen. Tatsächlich hat Norwegen mehr als 59 Jahre nach dem Ende des Zweiten Weltkrieges erstmals Entschädigungszahlungen an sogenannte Kriegskinder angekündigt. Die bis zu 12.000 Kinder von norwegischen Müttern und deutschen Besatzungssoldaten sollten je 20.000 bis 200.000 Kronen (umgerechnet bis zu 23.600 Euro) erhalten, schlug der norwegische Justizminister Odd Einar Dørum in Oslo vor. Entschädigt werden sollen sie für ihre nach Kriegsende erlittene Diskriminierung. „Kriegskinder“, die Dokumente über besonders schwere Misshandlungen vorlegen können, sollen die Höchstsumme von 200.000 Kronen bekommen. Wer keine Papiere dieser Art vorweisen kann, soll die Mindestsumme erhalten.
2004 erschienen in Norwegen erstmals zwei umfangreiche Studien über das Schicksal der Wehrmachtskinder und die Mitverantwortung des norwegischen Staates.
Nachdem die Klagen Betroffener auf Wiedergutmachung vor den höchsten norwegischen Gerichten letztinstanzlich wegen „Verjährung“ oder „mangels übergeordnetem rechtlichen Interesses“ abgewiesen wurden, reichten im Jahr 2007 159 Deutschenkinder beim Europäischen Gerichtshof für Menschenrechte (EGMR) gegen Norwegen Klage ein. Der EGMR hielt die Ansprüche der Kläger ebenfalls für verjährt.

## Medien
- Erika Fehse: Mein Vater, der Feind: Deutschenkinder in Norwegen. Reihe WDR-dok. VHS-Video (Fernsehmitschnitt), 45 Min., 2006
- Georg Maas (Regie): Zwei Leben. Deutsch-Norwegischer Spielfilm, 97 Min., 2012 (Kinostart in Deutschland: 19. September 2013).

### Medienberichte
- Schuldig geboren?, Tagesspiegel, 9. März 2007
- Die geächteten Kriegskinder, Salzburger Nachrichten, 10. März 2007
- Leila, das Deutschenkind (Memento vom 7. August 2011 im Internet Archive), Süddeutsche Zeitung, 26. September 2002
- Ihr Verbrechen: das Kind eines Deutschen zu sein (Memento vom 18. November 2010 im Internet Archive), Brigitte-Reportage, 2001
- Hamburger Abendblatt, 8. April 2002, mit weiteren Links